# Gisement gallo-romain de Saint-Maurice-de-Ventalon
Le gisement gallo-romain de Saint-Maurice-de-Ventalon est un site archéologique situé à Saint-Maurice-de-Ventalon, en France.

## Localisation
Le site archéologique est situé sur la commune de Saint-Maurice-de-Ventalon, dans le département français de la Lozère.

## Historique
L'édifice est inscrit au titre des monuments historiques en 1980.